# Johannes Legrant
Johannes Legrant, connu également sous l'appellation de Jean Legrant et de Jan le Grant en Flandres, est un compositeur français actif vers 1420-1450 de la mouvance musicale de l'école bourguignonne  et de l'école franco-flamande. Il ne semble avoir aucun lien avec son homonyme Guillaume Legrant, également compositeur franco-flamand de la même époque.

## Biographie
On connait peu de chose sur sa vie de Jean Legrant du début du XVe siècle. En 1423 et 1424, il a été musicien et peut-être été vicaire à la Collégiale Saint-Vincent de Soignies, une collégiale ayant une activité musicale importante. Il fut chanteur à la cathédrale d'Anvers, de 1441 à 1443, comme l'indiquent les registres de l'église, sous le nom de "Heer Jan le Grant" en tant que chanteur.
Le style de Jean Legrant s'apparente à celui du début de l'école bourguignonne. Il semble ainsi influencé par la ressemblance à certaines des premières œuvres de Guillaume Dufay et Gilles Binchois. Il a écrit des compositions mélodiques élégantes à la façon bourguignonne. Ses compositions typiques des Bourguignons furent ses choix, telles que le rondeau et la ballade.
Il a composé à la fois de sa musique profane, quatre rondeaux et une ballade (Entre vous, nouviaux mariés), ainsi que de la musique sacrée, quatre compositions sacrées, notamment un Gloria pour deux et trois voix et un Credo à trois voix.

## Œuvres
- Las je ne puis (rondeau)[3].
- Entre vous, nouviaux mariés (ballade)[4].
- Se liesse (rondeau)[5]